# Ryan Carrethers
Ryan Carrethers (Nashville, 26 febbraio 1991) è un giocatore di football americano statunitense che gioca nel ruolo di nose tackle per i San Diego Chargers della National Football League (NFL). Fu scelto nel corso del quinto giro (165º assoluto) del Draft NFL 2014. Al college giocò a football all'Università statale dell'Arkansas.

## Carriera professionistica

### San Diego Chargers
Carrethers fu scelto nel corso del quinto giro del Draft 2014 dai San Diego Chargers. Debuttò come professionista subentrando nella vittoria della settimana 4 contro i Jacksonville Jaguars in cui mise a segno due tackle. La sua prima stagione si chiuse con 12 tackle in sei presenze, di cui una come titolare.

## Statistiche
| Partite totali      | 6  |
| Partite da titolare | 1  |
| Tackle totali       | 12 |
| Sack fatti          | 0  |
| Intercetti          | 0  |

Statistiche aggiornate alla stagione 2014